# Tihomir Kostadinov
Tihomir Kostadinov (en macedonio: Тихомир Костадинов; Valandovo, 4 de marzo de 1996) es un futbolista macedonio que juega en la demarcación de centrocampista para el S. K. Sigma Olomouc de la Liga de Fútbol de la República Checa.

## Selección nacional
Tras jugar con la selección de fútbol sub-17 de Macedonia del Norte, la sub-19 y la sub-21, finalmente debutó con la selección absoluta el 16 de noviembre de 2019 en un partido de clasificación para la Eurocopa 2020 contra Austria que finalizó con un resultado de 2-1 a favor del combinado austriaco tras el gol de Vlatko Stojanovski para el conjunto macedonio, y los goles de David Alaba y de Stefan Lainer para Austria.

## Clubes
| Club                     | País                | Año       | Partidos | Goles |
| ------------------------ | ------------------- | --------- | -------- | ----- |
| FK Moravac Mrštane       | Serbia              | 2014      | 8        | 0     |
| FK Teteks                | Macedonia del Norte | 2015      | 10       | 0     |
| FK Dukla Banská Bystrica | Eslovaquia          | 2015-2016 | 26       | 4     |
| FC ViOn Zlaté Moravce    | Eslovaquia          | 2016-2017 | 23       | 1     |
| MFK Ružomberok           | Eslovaquia          | 2017-2021 | 129      | 17    |
| Piast Gliwice            | Polonia             | 2022-2025 | 55       | 3     |
| S. K. Sigma Olomouc      | República Checa     | 2025-     |          |       |